# Фокс, Кристал
Кристал Фокс (англ. Crystal Fox; род. 1 января 1964, Трайон, Северная Каролина) — американская актриса. Фокс наиболее известна благодаря своей роли Луэнн Корбин в телесериале «Полуночная жара», где она снималась с 1989 по 1995 год. В дополнение к этому она сыграла роли второго плана в фильмах «Шофёр мисс Дэйзи» (1989) и «Взвод десантников» (1994), но наиболее активна была на театральной сцене, начиная с середины девяностых. Начиная с 2013 года Фокс играет главную роль в сериале канала Опры Уинфри OWN «Имущие и неимущие».

## Фильмография
| Год       |     | Русское название       | Оригинальное название                  | Роль                      |
| --------- | --- | ---------------------- | -------------------------------------- | ------------------------- |
| 1989      | ф   | Шофёр мисс Дэйзи       | Driving Miss Daisy                     | Кейти Белл                |
| 1989—1995 | с   | Полуночная жара        | In the Heat of the Night               | Луэнн Корбин              |
| 1991      | с   | Разделённые, но равные | Separate But Equal                     | телефонный оператор NAACP |
| 1994      | ф   | Взвод десантников      | Drop Squad                             | Зора                      |
| 1995      | ф   | —                      | Once Upon a Time… When We Were Colored | мисс Долл                 |
| 1996      | с   | Саванна                | Savannah                               | Элейн Томпкинс            |
| 2001      | с   | Закон и порядок        | Law & Order                            | Манселли                  |
| 2001      | с   | —                      | PBS Hollywood Presents                 | Лу Бесси / Шармейн        |
| 2001      | с   | Клан Сопрано           | The Sopranos                           | медсестра                 |
| 2001      | с   | Третья смена           | Third Watch                            | Нунз                      |
| 2010      | с   | Дом семейства Пэйн     | House of Payne                         | мисс Вильгельмина         |
| 2013—2020 | с   | Имущие и неимущие      | The Haves and the Have Nots            | Ханна Янг                 |
| 2014      | кор | —                      | Ir/Reconcilable                        | Пэм                       |
| 2018      | ф   | Бердэн                 | Burden                                 | Дженис Кеннеди            |
| 2019      | с   | Большая маленькая ложь | Big Little Lies                        | Элизабет Ховард           |